# Cohade
Die französische Gemeinde Cohade (okzitanisch gleichlautend) mit 868 Einwohnern (Stand 1. Januar 2022) liegt im Département Haute-Loire in der Region Auvergne-Rhône-Alpes (vor 2016 Auvergne). Die Gemeinde gehört zum Arrondissement Brioude und zum Kanton Brioude.

## Geographie
Cohade liegt etwa 51 Kilometer nordwestlich von Le Puy-en-Velay am Allier, der die Gemeinde im Osten begrenzt. Das Gemeindegebiet wird auch von seinem Zufluss Vendage durchquert.

### Nachbargemeinden
Umgeben wird Cohade von den Nachbargemeinden Vergongheon im Norden, Azérat im Osten und Nordosten, Lamothe im Südosten, Brioude im Süden, Beaumont im Südwesten sowie Bournoncle-Saint-Pierre im Westen.

## Bevölkerungsentwicklung
| Jahr                       | 1962 | 1968 | 1975 | 1982 | 1990 | 1999 | 2006 | 2017 |
| Einwohner                  | 381  | 381  | 400  | 518  | 591  | 653  | 757  | 863  |
| Quellen: Cassini und INSEE |      |      |      |      |      |      |      |      |

## Verkehr
Durch den Südwesten der Gemeinde führt die Route nationale 102.

## Sehenswürdigkeiten
- Kirche Saint-Ferréol
- Frühere Ortsbefestigung
- Turm von Ouillandre